# The Best of Violetta
The Best of Violetta albo Violetta – The Best of – kompilacja z przebojowymi piosenkami ze ścieżki dźwiękowej pierwszego i drugiego sezonu serialu disnejowskiego „Violetta”. Została wydana 9 grudnia 2014 przez Universal Music Polska (numer katalogowy UMP 8730939). Album uzyskał status potrójnie platynowej płyty w Polsce.

## Lista utworów
1. „On Beat”
2. „En mi mundo”
3. „Podemos”
4. „Euforia”
5. „Te creo”
6. „Veo Veo”
7. „Como quieres”
8. „Nuestro camino”
9. „Ven con nosotros”
10. „Hoy somos mas”
11. „Peligrosamente bellas”
12. „Yo soy asi”
13. „Ser mejor”